# البطولة الوطنية المغربية للسيدات
البطولة الوطنية الاحترافية للسيدات أو الدوري المغربي لكرة القدم للسيدات هو دوري لكرة القدم بين الأندية المغربية النسائية، إختصارا (LNFF) وقد تم تأسيسها رسميا سنة 2001. وكان موسم 2001–02 أول موسم احترافي في تاريخ المسابقة. يُعتبر نادي الجيش الملكي للسيدات النادي الأكثر تتويجًا بالبطولة برصيد 12 لقب.

## شعار البطولة

الشعار ما بين  2015–2019
الشعار ما بين 2019–

## سجل الأبطال
| فريق                   | بطل | سنوات البطل                                                            | الوصافة                                  |
| ---------------------- | --- | ---------------------------------------------------------------------- | ---------------------------------------- |
| الجيش الملكي للسيدات   | 12  | 2013، 2014، 2016، 2017، 2018، 2019، 2020، 2021، 2022، 2023، 2024، 2025 | 2015                                     |
| النادي البلدي العيون   | 4   | 2010، 2011، 2012، 2015                                                 | 2016، 2017، 2018، 2020، 2022             |
| يوسفية برشيد           | 3   | 2005، 2006، 2008                                                       | 2007، 2010                               |
| الوداد الرياضي         | 1   | 2007                                                                   | 2013، 2019                               |
| الرجاء عين حرودة       | 1   | 2009                                                                   | 2006                                     |
| م.س كازابلانكا         | 1   | 2002                                                                   |                                          |
| نجاح سوس               | 1   | 2003                                                                   |                                          |
| شباب أطلس خنيفرة       | -   |                                                                        | 2002، 2003، 2005، 2008، 2011، 2012، 2014 |
| سبورتينغ الدار البيضاء | -   |                                                                        | 2023، 2024                               |
| الرجاء الرياضي         | -   |                                                                        | 2009                                     |
| رجاء أيت إيعزة         | -   |                                                                        | 2021                                     |
| نهضة بركان             | -   |                                                                        | 2025                                     |

## أرقام من البطولة
- نادي الجيش الملكي للسيدات أكتر نادي تحقيقا للبطولة الوطنية المغربية للسيدات 12 مرة (رقم قياسي). فاز بلقبه الأول سنة 2013.[4][5][6]
- النادي البلدي العيون ثاني نادي تحقيقا للبطولة الوطنية المغربية للسيدات ب(4 ألقاب). فاز بلقبه الأول سنة 2010، وحل وصيفا (5 مرات) كثاني أكتر نادي تحقيقا للوصافة بعد شباب أطلس خنيفرة.[7][8][9]
- النادي النسوي برشيد  ثالث نادي تحقيقا للبطولة الوطنية المغربية للسيدات ب(3 ألقاب). فاز بلقبه الأول سنة 2005، وحل وصيفا مرتين.[10][11][12]
- شباب أطلس خنيفرة  أكثر نادي تحقيقا لوصافة البطولة الوطنية المغربية للسيدات ب(7 مرات).[13]

## القنوات التلفزية الناقلة للبطولة

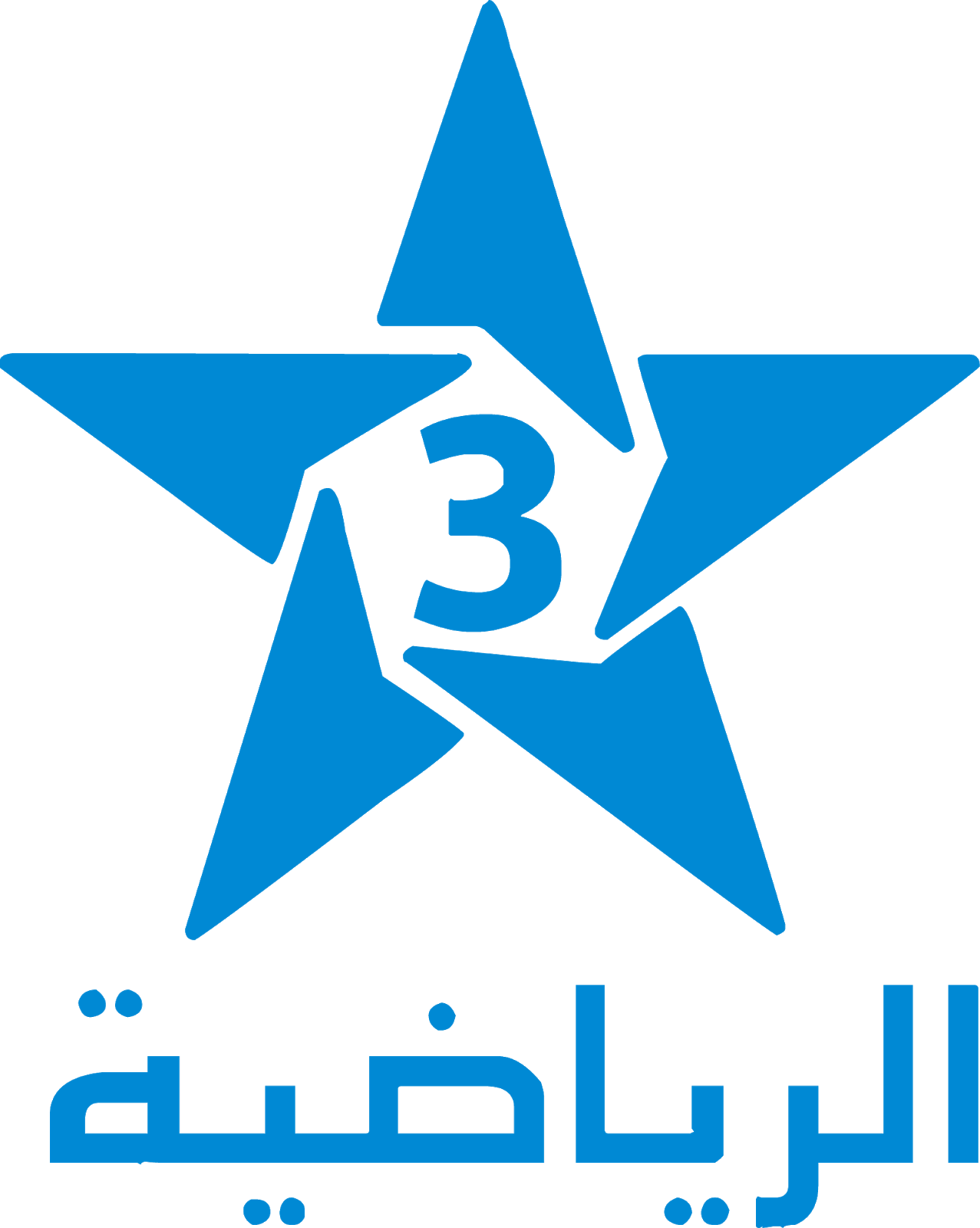
القناة الرياضية المغربية
القناة الأولى المغربية
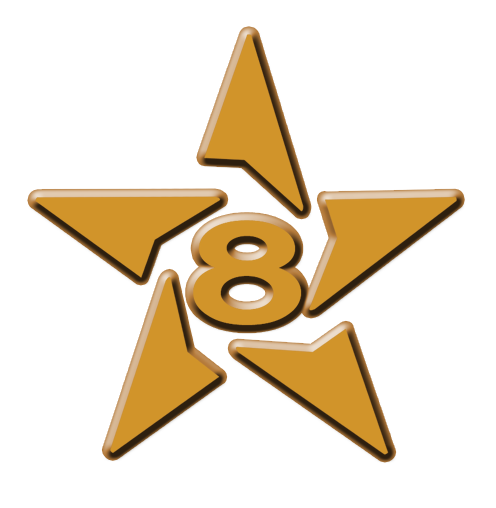
القناة الأمازيغية المغربية